# Louis-Eugène Cavaignac
Louis-Eugène Cavaignac ([lwi øʒɛn kavɛɲak]; 15. října 1802 Paříž – 28. října 1857) byl francouzský generál, který v roce 1848 potlačil v Paříži povstání, známé jako červnové dny. Jednalo se o čtyřdenní nepokoje proti prozatímní vládě, v níž byl Cavaignac nově jmenovaným ministrem války. Vzápětí obdržel diktátorské pravomoci, aby potlačil vzpouru. Nemilosrdnou brutalitou toho dosáhl, ačkoli někteří ho kritizovali, že se příliš dlouho připravoval na zásah, což povstalcům umožnilo posílit svou obranu. Téměř až do konce roku 1848 byl pak vládcem Francie. Za likvidaci vzpoury dostal poděkování od parlamentu, ale ve volbách pak nebyl zvolen prezidentem, drtivě prohrál s Louisem-Napoleonem Bonapartem.